# John Stillings
John Stuart Stillings est un rameur américain né le 23 juillet 1955 à Sedro-Woolley (Washington).

## Biographie
John Stillings a remporté la médaille d'argent en quatre avec barreur aux Jeux olympiques d'été de 1984 à Los Angeles avec Michael Bach, Thomas Kiefer, Gregory Springer et Edward Ives.